# División del Norte (estación del Metro de Ciudad de México)
División del Norte es una de las estaciones que forman parte del Metro de la Ciudad de México, perteneciente a la Línea 3. Se ubica al sur de la Ciudad de México, en la alcaldía Benito Juárez.

## Información general
La estación debe su nombre a la avenida del mismo nombre que la atraviesa y esta a su vez toma el nombre del ejército conocido como: La División del Norte dirigido por Francisco Villa durante la Revolución mexicana. El símbolo de la estación representa la escultura en honor a Francisco Villa que se encontraba en el centro de una glorieta al cruce de las Avenidas División del Norte, Universidad y Cuauhtémoc (misma que también fue conocida como La Glorieta de Rivera). Debido a la construcción del túnel y la estación, se modificó el trazo de las avenidas a través de una reorganización vial que redistribuye el flujo de cada avenida para que no se viese interrumpido, por lo que la antigua glorieta desapareció y la escultura fue reubicada en el Parque de los Venados (Parque Francisco Villa) a su vez se instalaron puentes peatonales para facilitar el acceso a la estación y a la zona de la misma.

### Suicidio de la actriz Judith Velasco
El 16 de febrero de 1994, la actriz cubana Judith Velasco Herrera salió de su departamento en la Colonia del Valle, ingresó a esta estación y se arrojó a las vías, siendo mutilada por el tren que venía llegando.

### Patrimonio

#### Murales
La pintora italiana Graziella Scotese realizó el mural "Encuentro de culturas" entre 1982 y 1986 Fue inaugurado en la estación División del Norte el 12 de junio de 2007. La técnica es acrílico sobre tela de algodón.

## Conectividad
La estación es servida por varias rutas de microbuses y autobuses que cruzan avenidas cercanas a la misma. actualmente tenemos las siguientes rutas.

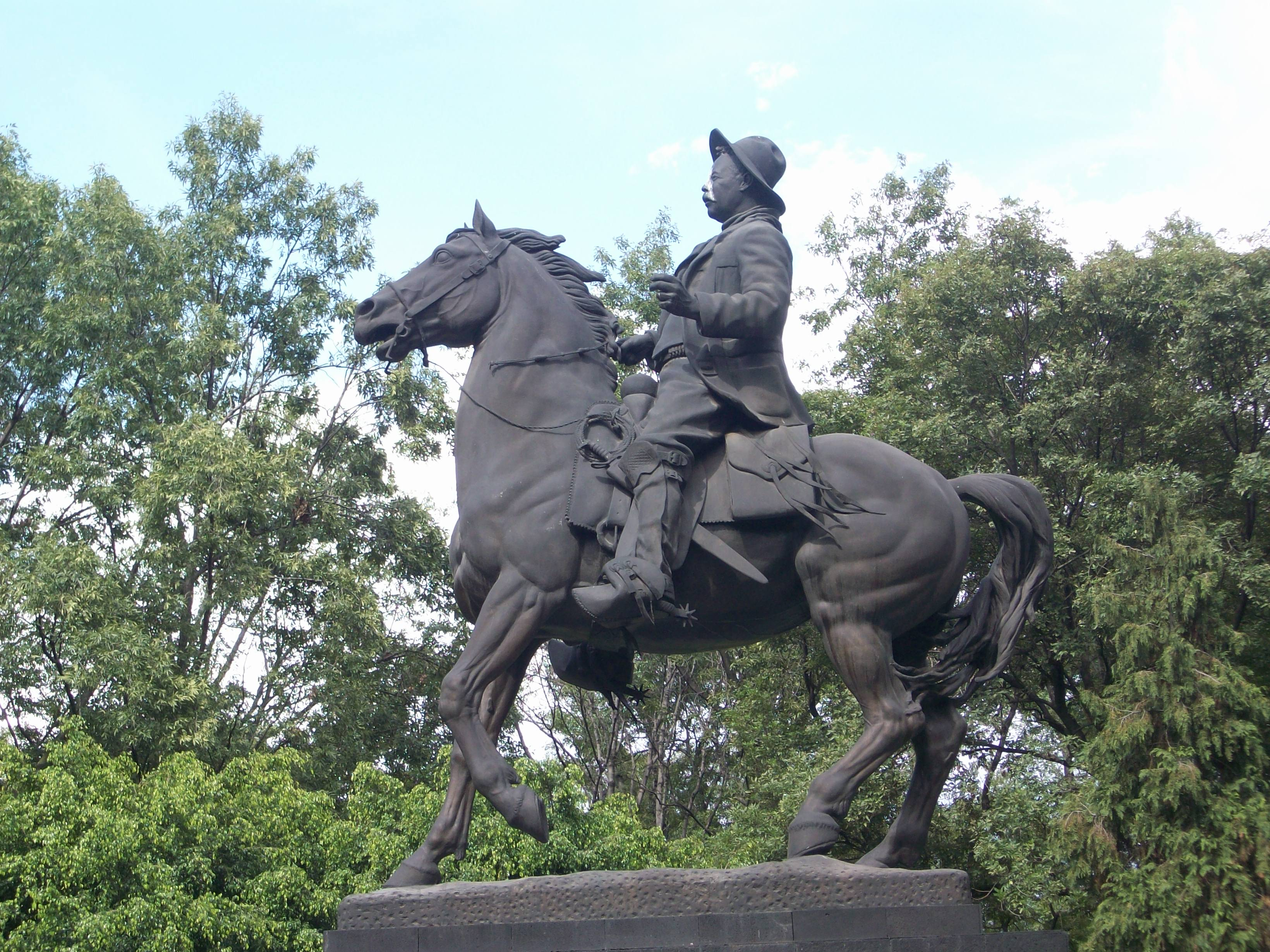
Estatua ecuestre de Francisco Villa en el Parque Francisco Villa o Parque de los Venados.

### Por Av. Div. Del Norte

#### Ruta 2
- Metro Chapultepec - Prepa 5
- Metro Chapultepec - Espartaco
- Metro Chapultepec - Vergel/Estadio Azteca

### Por Eje 1 Pte. (Av. Cuauhtémoc)
• Línea 3 del Metrobus, direcciones Tenayuca-Pueblo Santa Cruz Atoyac, Pueblo Santa Cruz Atoyac-Indios Verdes (L1)

### Por Eje 6 Sur Angel Urraza
Por la cercanía a esta arteria vial,también es alimentada por las siguientes rutas.

#### Ruta 27
- Metro San Antonio - Apatlaco/Central De Abastos-Pescaderias

#### Grupo Metropolitano de Transporte (Ruta 112)
- Metro Observatorio - Oasis/Santa Catarina

#### Corredor Ciudad Universitaria Politécnico (CUPOSA)
- Unidad Profesional Adolfo López Mateos del IPN (Zacatenco) - Ciudad Universitaria de la UNAM

## Salidas
- Nororiente: Avenida División del Norte esquina con Matías Romero Oriente, Colonias Letrán-Valle y Vertiz Narvarte.
- Suroriente: Avenida División del Norte esquina con Chichén-Itzá Colonia Letrán-Valle.
- Sur: Eje 1 Poniente Avenida Cuauhtémoc y Avenida Universidad, Colonia Narvarte Poniente.
- Norponiente: Avenida División del Norte, Colonia Letran-Valle.
- Surponiente: Calle Matías Romero Poniente, Colonia del Valle.

## Afluencia
En 2014, el metro Universidad se convirtió en la octava estación más concurrida de la red, al presentar en promedio 308,145 pasajeros en día laborable.
La siguiente tabla muestra la afluencia de la estación en los últimos 10 años:
| Afluencia Anual de Pasajeros | Afluencia Anual de Pasajeros | Afluencia Anual de Pasajeros | Afluencia Anual de Pasajeros | Afluencia Anual de Pasajeros | Afluencia Anual de Pasajeros |
| ---------------------------- | ---------------------------- | ---------------------------- | ---------------------------- | ---------------------------- | ---------------------------- |
| Año                          | Afluencia                    | A Diario                     | Ranking                      | Incremento                   | Ref.                         |
| 2023                         | 4,541,805                    | 12,433                       | 104°/195                     | +8.76%                       | [ 4 ]                        |
| 2022                         | 4,176,143                    | 11,441                       | 103°/195                     | +48.32%                      | [ 4 ]                        |
| 2021                         | 2,815,721                    | 7,714                        | 116°/195                     | -19.55%                      | [ 5 ]                        |
| 2020                         | 3,499,805                    | 9,562                        | 106°/195                     | -46.58%                      | [ 6 ]                        |
| 2019                         | 6,552,063                    | 17,950                       | 100°/195                     | -3.24%                       | [ 7 ]                        |
| 2018                         | 6,771,499                    | 18,552                       | 94°/195                      | +0.96%                       | [ 8 ]                        |
| 2017                         | 6,706,794                    | 18,374                       | 95°/195                      | -5.62%                       | [ 9 ]                        |
| 2016                         | 7,106,344                    | 19,416                       | 89°/195                      | -0.02%                       | [ 10 ]                       |
| 2015                         | 7,107,748                    | 72,238                       | 91°/195                      | -1.93%                       | [ 11 ]                       |
| 2014                         | 7,247,832                    | 19,857                       | 90°/195                      | -4.82%                       | [ 12 ]                       |